# Újezd (Mohelnice)
Újezd (německy Augezd) je vesnice, část města Mohelnice v okrese Šumperk. Nachází se asi 2 km na jihozápad od Mohelnice. Prochází zde silnice II/644. V roce 2009 zde bylo evidováno 81 adres. V roce 2001 zde trvale žilo 185 obyvatel.
Újezd leží v katastrálním území Újezd u Mohelnice o rozloze 3,56 km2.
Uprostřed vesnice je rybník.
Do vesnice patří i osady Dolní Válce a Horní Krčmy.
Vesnicí protéká říčka Újezdka, která se vlévá do nedalekého Moravičanského jezera.

## Galerie

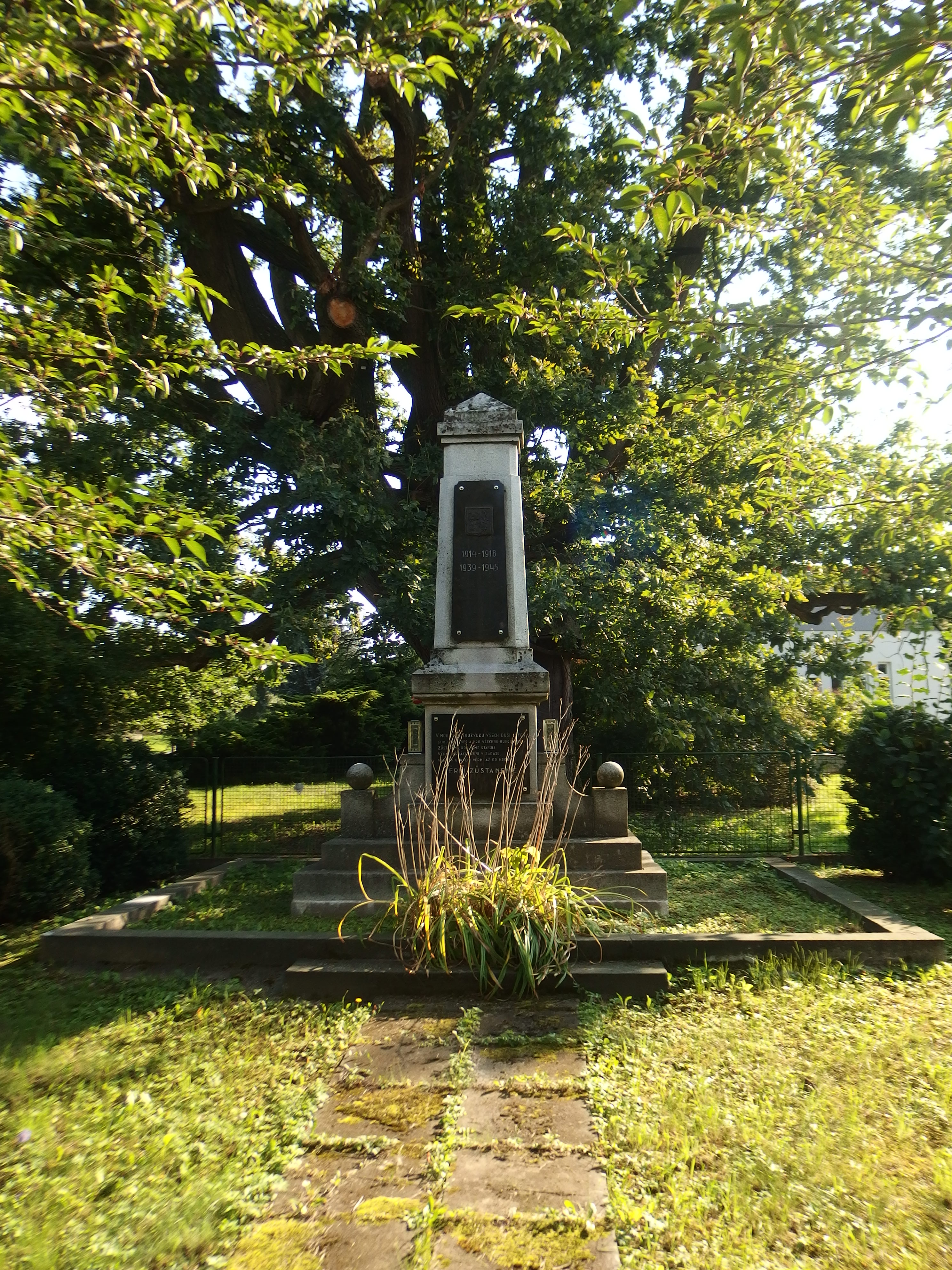
Pomník padlým v I. světové válce
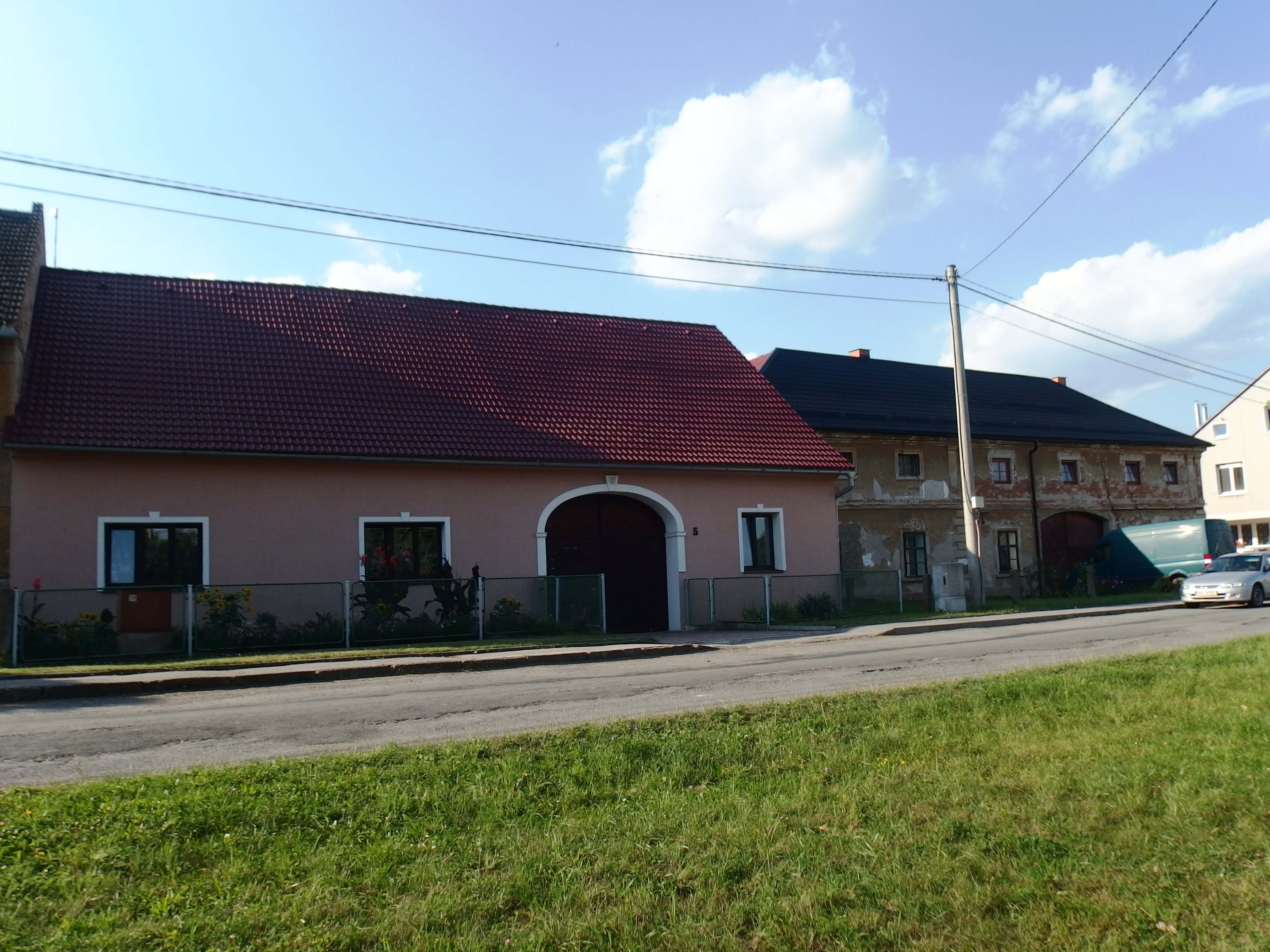
Dům č. p. 5
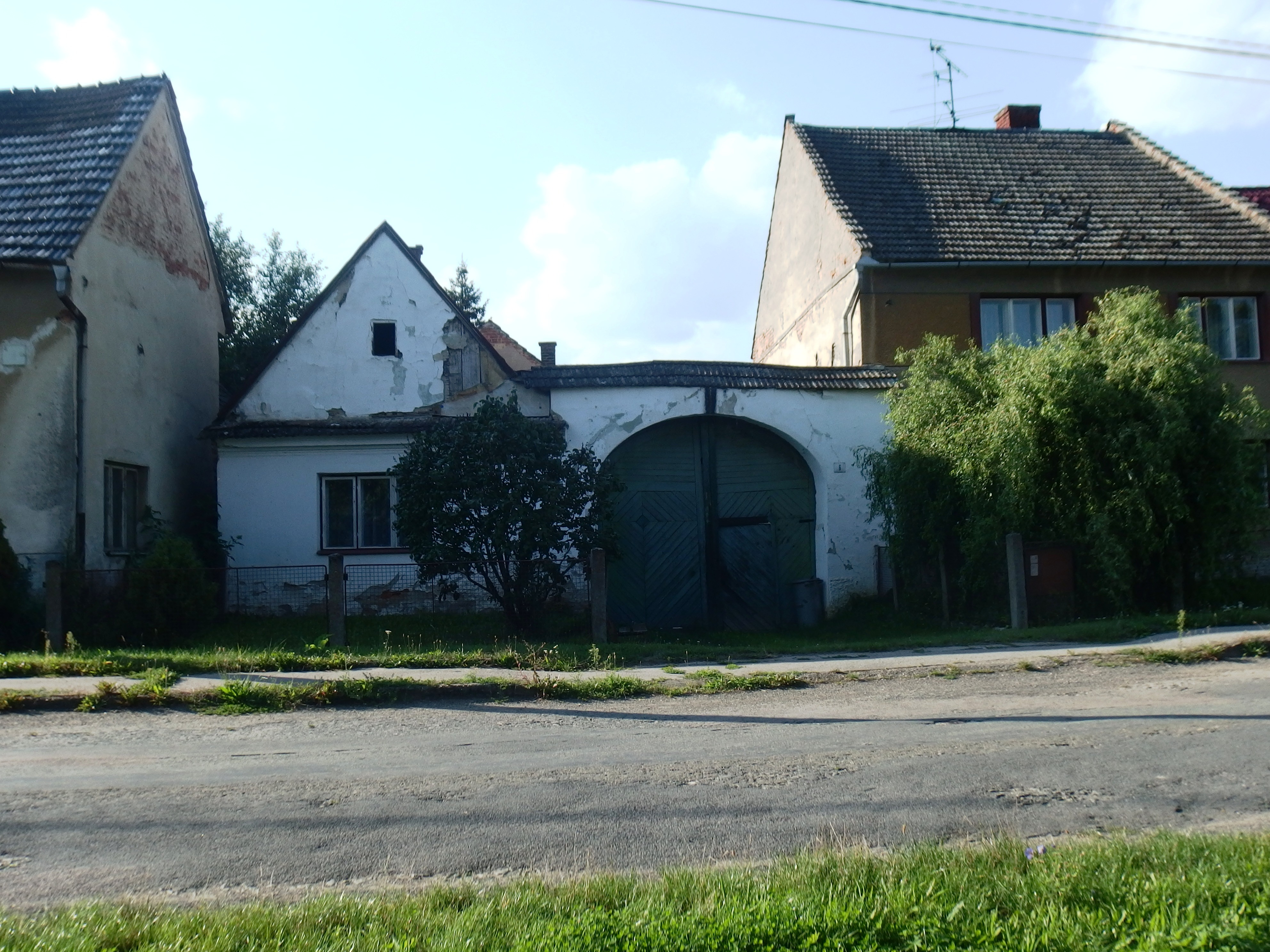
Dům č. p. 6
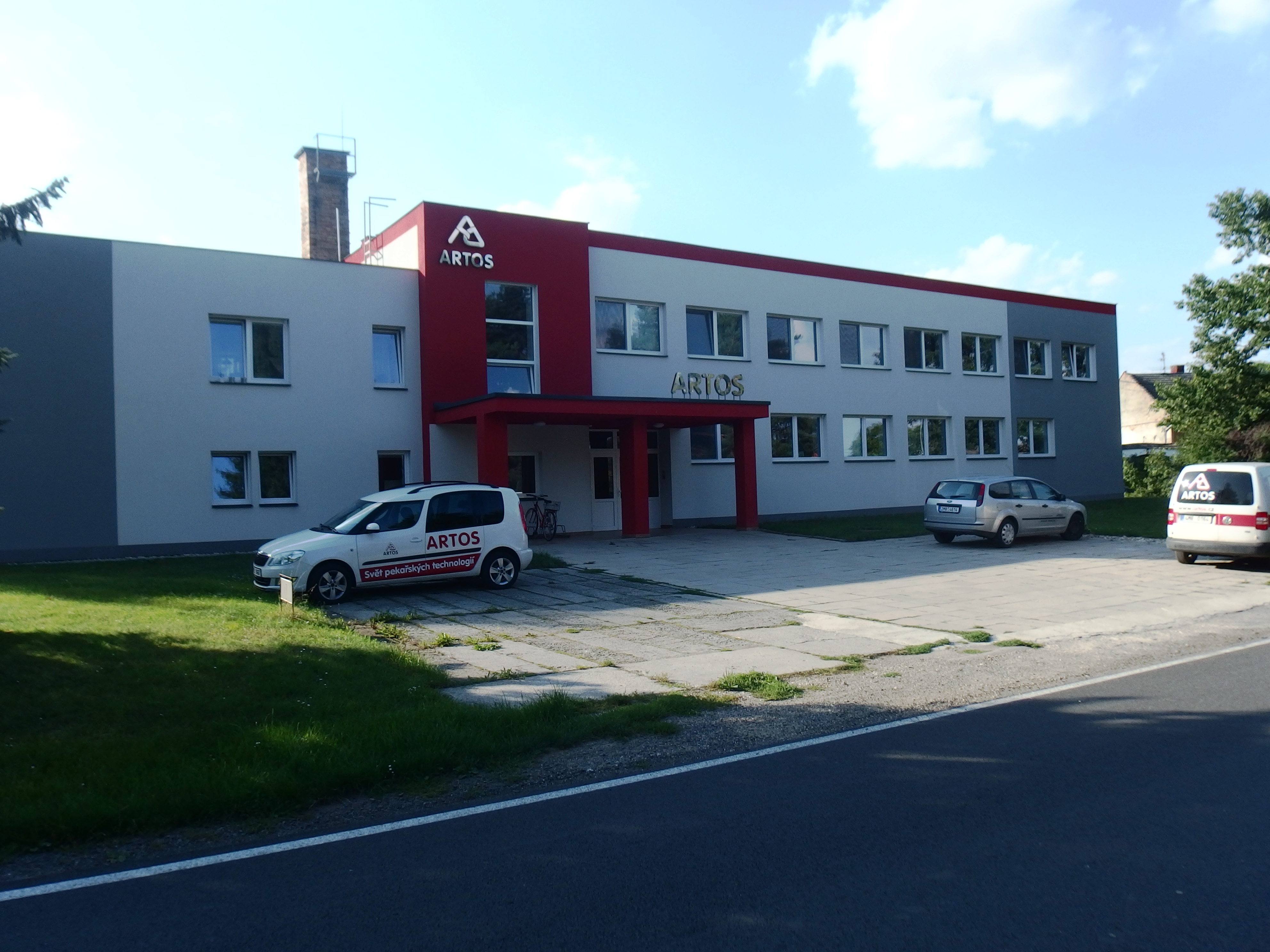
Sídlo společnosti Artos